# 對流層 (恆星)

太陽結構的說明圖解。

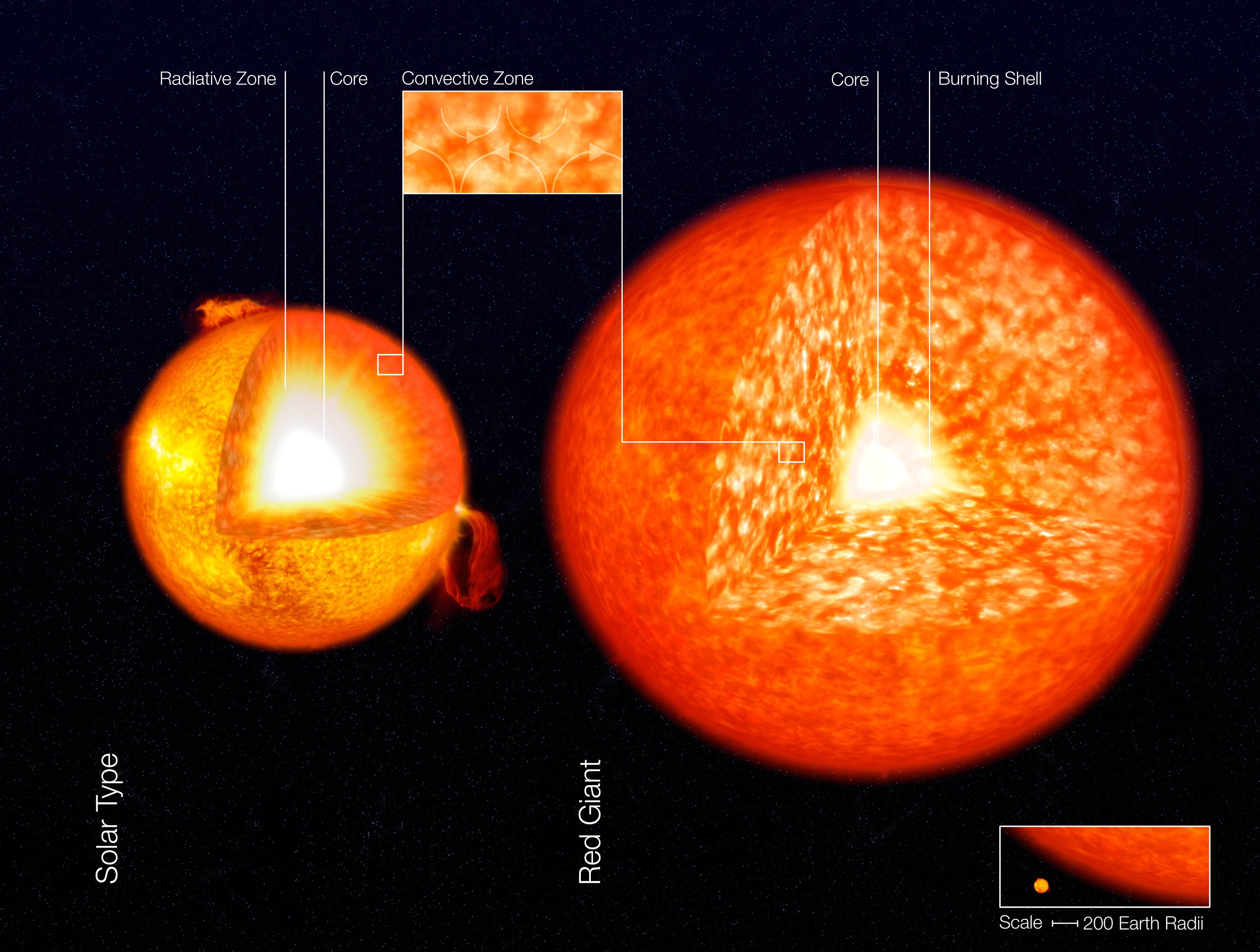
顯示太陽和紅巨星結構中對流層的圖解，它們使恆星外層（表面）呈現顆粒狀。

對流層是在恆星內部以對流為傳輸能量主要方式的半徑區域。在輻射層，能量經由輻射傳遞。恆星的對流包括內部電漿的質量移動，通常是形成熱電漿上升，冷電漿下沉的迴路。
在史瓦西準則下，恆星內部的不穩定條件會產生對流。一個氣體包裹略微上升就會發現自己處在一個壓力比原本低的環境中，結果是，氣體包裹將會膨脹和冷卻。如果上升的氣體冷却到比新環境周圍的溫度更低，由於它密度比周圍的環境高，在缺乏浮力的情況下，將導致它下沉回到它原來的地方。然而，如果溫度梯度的漸變足夠陡峭（也就是說溫度變化相對於恆星中心的距離是迅速的），或是這種氣體有很高的熱容量（即它的溫度變化相較於體積的擴張是緩慢的），於是上升中的氣體包裹依然比周圍的新環境溫暖和密度較低，它的浮力會導致它繼續上升。發生這種情況的區域，就是恆星的對流層。
質量大於太陽1.3倍的恆星，在核心進行的氫融合成氦的反應是以CNO循環取代了質子-質子鏈反應。CNO循環對溫度相當敏感，所以核心的溫度非常高，但是溫度下降的也很快。因此，核心區域會形成氫燃料與氦產物均勻混合的對流層。這些恆星核心的對流層疊加在熱平衡，但只有少量或沒有混和的輻射層之上。
在質量大約低於10倍太陽質量的恆星，外層會包含一個電離的氫和氦的氣殼，使熱容量增加。由於較重的元素會造成較高的溫度梯度，在這個區域的相對低溫同時造成不透明度。這樣的組合會在外面也造成一個對流層，在太陽最表面可以看見的就是米粒組織。低質量的主序星，像是質量低於0.35太陽質量的紅矮星，以及還在林軌跡上的前主序星沒有輻射層，整顆恆星都是對流層。

### 一般參考資料
- Hansen, C. J., Kawaler, S. D., & Trimble, V. . Springer. 2004. ISBN 0-387-20089-4.
- Zeilik, M. & Gregory, S. A. . Brooks Cole. 1998. ISBN 978-0-03-006228-5.

## 外部連結
- Animated explanation of the Convection zone  （页面存档备份，存于） (University of South Wales).
- Animated explanation of the temperature and density of the Convection zone （页面存档备份，存于） (University of South Wales).